# Fern Forest
Fern Forest is een plaats (census-designated place) in de Amerikaanse staat Hawaï, en valt bestuurlijk gezien onder Hawaï County.

## Demografie
Bij de volkstelling in 2000 werd het aantal inwoners vastgesteld op 480.

## Geografie
Volgens het United States Census Bureau beslaat de plaats een oppervlakte van
32,5 km², waarvan 32,5 km² land en 0,0 km² water.

## Plaatsen in de nabije omgeving
De onderstaande figuur toont nabijgelegen plaatsen in een straal van 16 km rond Fern Forest.